# رابرت لنگدن
پروفسور رابرت لنگدن (به انگلیسی: Robert Langdon) یک شخصیت داستانی است که توسط نویسنده صاحب نام دن براون برای رمان‌های فرشتگان و شیاطین (۲۰۰۰)، رمز داوینچی(۲۰۰۳)، نماد گمشده (۲۰۰۹) و دوزخ (۲۰۱۳) خلق شده است. او یک استاد نشانه‌شناسی مذاهب و نمادشناسی (یک حوزه داستانی مربوط به مطالعه نمادهای تاریخی، که از نظر روش ارتباطی با نشانه‌شناسی ندارد) در دانشگاه هاروارد است.
تام هنکس نقش لنگدن را در سری فیلم‌های رابرت لنگدن به تصویر می‌کشد. این نقش با فیلم اقتباسی رمز داوینچی در سال ۲۰۰۶ شروع شد و با فیلم‌های اقتباسی از فرشتگان و شیاطین در سال ۲۰۰۹ و دوباره در سال ۲۰۱۶ دوزخ ادامه یافت.